# Ottokar III d'Estíria
Ottokar III (1124 – 31 de desembre de 1164) fou marcgravi d'Estíria de 1129 fins a 1164. Era fill de Leopold el Fort. Es va casar amb Cunegunda de Chamb-Vohburg. Va pujar al tron amb 4 anys i va estar sota regència de la seva mare Sofia de Baviera.
Per la mort del seu parent Otó de Cordenons entre 1129 i 1138 va heretar extenses terres al Friül amb Cordenons (Curtis Naonis), Naun, i drets a Noncello, San Quirino, San Foca, etc., amb la senyoria sobre Ossiach; també va adquirir drets a Aquileia. El 1147 a la mort del seu oncle Bernat de Marburg/Mariborg va heretar de la línia de comtes de Sponheim-Marburg (Sponheim-Maribor) part de la Baixa Estíria entre el Drave i el Sava en el que avui és Eslovènia. Del seu oncle, el darrer comte de Formbach, Egbert III, va heretar el 1158 el comtat de Pitten el 1158, en el que avui és Baixa Àustria, que va restar part d'Estíria fins al segle xvi.
Per millorar la connexió d'aquest darrer territori va arranjar la ruta passant per Semmering, i va construir un hospital a Spital am Semmering el 1160, completant la colonització de les àrees a l'entorn dels rius Traisen i Gölsen. Ottokar va tenir la senyoria sobre els recursos naturals del seu domini, va estendre el territori i va encunyar les seves pròpies monedes. Va fundar el monestir agustinià de Vorau i va fundar i finançar el monestir cartoixà de Seitz. A la segona croada va anar a Terra Santa i de l'Imperi Romà d'Orient es va portar alguns artesans.
La seva residència habitual fou Graz; a la mort del senyor o vescomte de Graz, Bernat de Stuebing, net del comte Aribó II, els seus dos fills Conrad i Adalram foren decapitats per suposada traïció (1151); un tercer fill, Udalric, es va fer monjo a Seckau el 1156 i el castell i les terres de Graz a l'esquerra del riu Mur cap a Salzburg i Raab van passar a Ottokar.
Va morir el 1164 durant una croada a Hongria, i fou enterrat a Seitz, però el seu cos fou traslladat més tard a l'abadia de Rein a Estíria.